# Dez Giraldi
Dezmon Wallace "Dez" Giraldi (Wollongong, 24 de março de 1986) é um futebolista australiano.
Joga atualmente no Nocerina, equipe das divisões inferiores do futebol italiano.